# Kuroslepy
Kuroslepy är en ort i Tjeckien.   Den ligger i regionen Vysočina, i den sydöstra delen av landet, 170 km sydost om huvudstaden Prag. Kuroslepy ligger 331 meter över havet och antalet invånare är 182.
Terrängen runt Kuroslepy är huvudsakligen platt, men österut är den kuperad. Kuroslepy ligger nere i en dal. Runt Kuroslepy är det ganska tätbefolkat, med 56 invånare per kvadratkilometer. Närmaste större samhälle är Ivančice, 13,5 km öster om Kuroslepy. Trakten runt Kuroslepy består till största delen av jordbruksmark.